# Quatre Nuits de Provence
Quatre Nuits de Provence est un roman autobiographique du journaliste et homme politique français Charles Maurras écrit en 1929 et publié en 1930.

## Résumé
À travers quatre souvenirs de nuits passées en Provence, Charles Maurras nous conte ses souvenirs d'enfance dans la deuxième moitié du XIXe siècle.
La première nuit contée est une veillée de Noël de 1873. Alors âgé de cinq ans, Maurras questionne ses parents avec insistance sur la religion catholique et demande la définition du terme « enthousiaste ». Il évoque son frère Romain mort à deux ans, trois mois avant sa naissance. Dans son sommeil, il rêve de sa première leçon d'enfant de chœur face à « l'enthousiaste jeune curé » tout en entendant le bruit des chaînettes entrechoquées de l'encensoir. Son père meurt dix jours plus tard. Le sentiment de perte domine dans ce premier récit.
Une nuit d'été 1876, âgé de huit ans, il raconte être pris de vertiges tandis qu'il observe la voute étoilée. Maurras parvient à se rétablir grâce à sa connaissance des astres et d'un gri-gri offert par la servante de la famille. Il ajoute l'anecdote d'une petite scène de sorcellerie d'une servante à laquelle il assiste.
En 1885, âgé de dix-sept ans, il témoigne d'une autre nuit de contemplation lors d'une retraite chez les jésuites au cours de laquelle il observe la nature, son ordre et ses beautés. Cette soirée l'aide à surmonter « une nuit intérieure autrement terrible, que sa surdité lui a imposée depuis l’âge de quatorze ans ».
La même année, il rapporte le dernier souvenir d'une tempête sur l'étang de Berre au cours de laquelle son embarcation manque de sombrer avec lui, son frère et un ami.

## Structure
Le récit est découpé en quatre parties qui s'appuient chacune sur une nuit qui a marqué l'auteur. Les parties sont de longueur inégale, le troisième récit étant beaucoup plus long que les trois autres.
- Prologue
- I. L'Enthousiaste
- II. Chœur des étoiles
- III. Les Degrés et les sphères
- IV. Météores marins

## Analyse
Selon l'historien Bruno Goyet, le roman est « une admirable mise en scène des successives révélations qui auraient amené par étapes le jeune Maurras à la plénitude du sens de sa vie ». Ces pages offrent des clés de lecture de la poésie de Charles Maurras, « à ceci près que la poésie n’est pas forcément une leçon de philosophie, mais une lecture intime d’évocations de sentiments et de sons, c’est-à-dire un espace personnel de sensations ».
Maurras approfondit la thématique spirituelle d'une crise de la foi partiellement abordée dans La Musique intérieure. Il met en scène son pessimisme dans la scène du naufrage en insistant sur le fait qu'il doit uniquement son salut au souci porté à ses compagnons plutôt qu'au sien.

## Éditions
- Quatre Nuits de Provence, Collection « Les Nuit » Flammarion, 1930
- Quatre Nuits de Provence, Flammarion édition numérotée de 1 à 850 et de I à XL, agrémentée de Lithographies de Raymond Renefer, 1930

## Liens
- Quatre Nuits de Provence dans Gallica, la bibliothèque numérique de la BnF
- Texte intégral des Quatre Nuits de Provence sur maurras.net.